# Чуев, Владимир Иванович
Владимир Иванович Чуев (1892—1934) — советский партийный деятель, второй ректор Ростовского государственного университета путей сообщения.

## Биография
О жизни до 1912 г. практически ничего неизвестно.
В революционное движение В. И. Чуев влился в 1912 г. С 1918 г. член ВКП(б). В годы гражданской войны Чуев последовательно занимал должности комиссара дивизии, начальника военной школы Северо-Кавказского военного округа (СКВО), комиссара Управления Приволжского военного округа, областного военного комиссара в Туркестане, военного комиссара Иваново-Вознесенской губернии.
В 1929 г. В. И. Чуев был направлен ЦК ВКП(б) на усиление Северо-Кавказской парторганизации. Обладая не дюжими организаторскими способностями и большой силой воли, Владимир Иванович много сделал для становления Северо-Кавказского металлургического института, а после и Ростовского механического института инженеров путей сообщения.
С ноября 1931 года, после отъезда Д. И. Ковригина в Москву директором РИИПСа назначается Владимир Иванович Чуев (пробыл на этом посту до июля 1934 года), в период интенсивного строительства учебных корпусов и общежитий. С именем В. И. Чуева связаны поиски оптимальных вариантов учебно-организационных и производственных структур совершенствования учебного процесса и перепрофилирования института на железнодорожные специальности. Никаких ученых званий не имел и был партийным выдвиженцем.
Во время его руководства введены в эксплуатацию корпуса паровозного и вагонного факультетов. Лаборатории и кабинеты постоянно пополнялись новым оборудованием. К середине 30-х годов была создана учебно-лабораторная и производственная база.